# Teranostica dei tumori neuroendocrini
La teranostica dei tumori neuroendocrini è competenza di numerosi specialisti (oncologo, endocrinologo, gastroenterologo, radiologo, medico nucleare) in quanto solo l'integrazione della clinica con l'imaging consente una corretta gestione a lungo termine di queste patologie a lunga sopravvivenza. La medicina nucleare, tramite specifici radiofarmaci, è in grado di fornire strumenti che possono non solo essere utilizzati a scopo diagnostico (nella stadiazione iniziale della malattia come nella ristadiazione delle sospette recidive) ma anche terapeutico (terapia radiometabolica). Questo è possibile sostituendo l'isotopo radioattivo con cui sono marcate le molecole usate in diagnostica (emittenti fotoni gamma o positroni) con uno emittente particelle beta meno. Le sostanze usate a scopo terapeutico sono in grado di accumularsi selettivamente nelle lesioni neoplastiche come mostrato dalle immagini diagnostiche provocandone la distruzione selettiva mediante il rilascio di un'alta dose di radiazioni in loco (e risparmiando nel contempo i tessuti sani). Tale approccio è definito teranostico.
Al momento sono disponibili due differenti bersagli per tale approccio:
- Il metabolismo delle catecolamine: visualizzabile usando la scintigrafia con metaiodobenzilguanidina (MIBG) che può essere marcata con iodio-123 per uso diagnostico così come con iodio-131 per uso terapeutico. Anche la PET con 18F-DOPA può essere utilizzata a scopo diagnostico per visualizzare la stessa via metabolica (con i vantaggi della maggiore risoluzione spaziale rispetto alla metodica scintigrafica), ma non per guidare la terapia radiometabolica.
- I recettori della somatostatina: visualizzabili mediante la scintigrafia con Octreoscan oppure usando la PET con traccianti specifici marcati con gallio-68 (DOTATOC, DOTANOC E DOTATATE). Gli stessi farmaci possono poi essere marcati con isotopi beta-emittenti (ittrio-90 o lutezio-177) per essere usati a scopo terapeutico.

## Metabolismo delle Catecolamine

### Scintigrafia con123I-MIBG

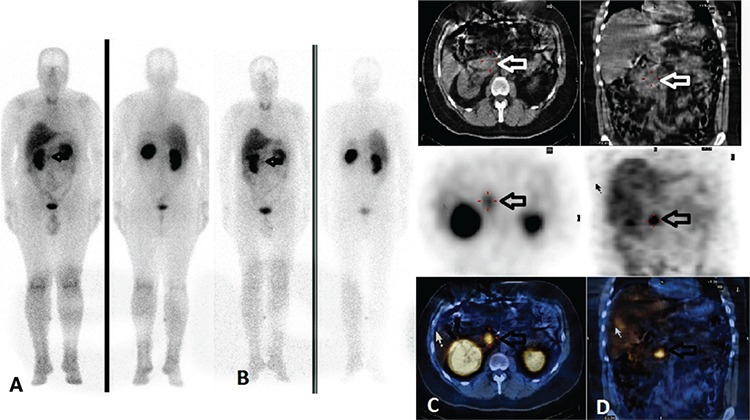
Feocromocitoma bilaterale a livello dei surreni in un pazienbte affetto dalla Sindrome di von Hippel-Lindau

La scintigrafia con metaiodobenzilguanidina (MIBG) per lo studio della midollare del surrene e delle neoplasie secernenti catecolamine è un'indagine diagnostica non invasiva di medicina nucleare che ha un ruolo rilevante nella diagnostica per immagini del feocromocitoma, una neoplasia di origine neuro-ectodermica che deriva dalle cellule cromaffini del surrene (o dai tessuti cromaffini extra-surrenalici quali gangli e paragangli) e che secerne catecolamine. Tale sostanza è anche captata dal neuroblastoma e da altri tumori neuroendocrini quali i carcinoidi ed il carcinoma midollare della tiroide. Il radiofarmaco che viene adoperato è la meta-iodo-benzil-guanidina (MIBG), un analogo della guanetidina (falso neuro-trasmettitore non degradato dalle MAO e metiltransferasi) concentrato nelle vescicole intracellulari di neurosecrezione delle cellule cromaffini, e marcata con iodio-123 (o iodio-131 nei casi sia adoperata per fini terapeutici).

#### Preparazione del paziente
Essendo lo iodio-123-MIBG un radiofarmaco marcato con iodio radioattivo, si deve ridurre al minimo la dose di radiazioni che riceve la tiroide, inibendo la captazione per un tempo sufficiente a consentire il decadimento e/o l'eliminazione del radioiodio dall'organismo. La tecnica sfruttata più comunemente prevede la saturazione dei meccanismi di trasporto tiroidei con iodio stabile (non radioattivo). A tal fine si somministra una soluzione acquosa (cosiddetta di Lugol), ricca in iodio, alcuni giorni prima della procedura per raggiungere la quantità di 100 mg di iodio (stabile) in totale fornito alla tiroide.
È necessario inoltre prestare attenzione ai farmaci assunti dal paziente che potrebbero interferire con il metabolismo delle catecolamine; fra i più comuni troviamo gli antidepressivi triciclici, gli alfa-bloccanti, gli oppioidi analgesici, gli antistaminici sedativi, i calcio-antagonisti, gli antipsicotici, il metoprololo, il labetalolo e le sostanze psicotrope come cocaina ed amfetamine, che vanno sospesi per un periodo variabile fra le 24 ore ed i 15 giorni in base al loro meccanismo di azione.
I pazienti devono essere a digiuno da almeno 3 ore prima dell'iniezione del radiofarmaco.
Analogamente agli altri esami diagnostici di medicina nucleare, l'indagine è controindicata nei casi di gravidanza accertata o presunta. L’allattamento deve essere sospeso per almeno 48 ore dall’iniezione del radiofarmaco quando si utilizza 123I-MIBG, interrotto definitivamente nel caso di 131I-MIBG.

#### Esecuzione dell'esame
La 123I-MIBG è iniettata in bolo lento (in circa 5 minuti) poiché sono state descritte crisi ipertensive durante la somministrazione in pazienti con feocromocitoma, scatenate dallo spiazzamento da parte della MIBG delle catecolamine depositate nelle vescicole di accumulo cellulare. Per precauzione sarebbe sempre consigliabile avere a disposizione, al momento dell’iniezione, un farmaco α e β bloccante (es. labetalolo) da somministrare per contrastare tale sintomatologia e tenere monitorato il paziente tramite ECG e misurazione della pressione arteriosa. L'attività da somministrare è 5-10 mCi (185-370 MBq) negli adulti, mentre nei pazienti pediatrici l’attività minima è di 80 MBq per 123I-MIBG e 35 MBq per 131I-MIBG mentre quella massima 400 MBq per 123I-MIBG e 80 MBq per 131I-MIBG.
Una volta iniettato il radiofarmaco, l'acquisizione delle immagini scintigrafiche deve avvenire a distanza di 4 e 20-24 ore, con ripetizione a 48 ore nel caso di dubbi di interpretazione. Il diverso timing delle immagini è giustificato poiché la captazione specifica del radiofarmaco (ossia quella del feocromocitoma stesso) avviene precocemente, ma l’attività di fondo tende a ridursi nel tempo; pertanto, il rapporto segnale/fondo migliora nelle acquisizioni tardive, limitando così le possibili fonti di false negatività e positività (ad esempio, un aspecifico ristagno del radiofarmaco a livello dell’apparato escretore renale).
Viene impiegata una gamma-camera possibilmente a grande campo di vista per l’imaging whole-body, con un collimatore per le alte energie a fori paralleli per 131I-MIBG (HEAP/HEGP) e un collimatore per le basse energie ad alta risoluzione (LEHR) per 123I-MIBG. La finestra energetica deve essere settata al 20% intorno ai fotopicchi dello 131I (346 KeV) e del 123I (159 KeV). Oltre alle acquisizioni planari a livello dell'addome e dell'intero corpo, l'indagine può essere completata da acquisizioni SPECT (con o senza TC) per migliorare la localizzazione anatomica e la qualità delle immagini.

#### Interpretazione dell'esame
La valutazione delle immagini è di tipo qualitativo; bisogna valutare la presenza di aree di accumulo del radiofarmaco, evidenti già nelle immagini precoci, in sede surrenalica o extra-surrenalica nel caso di immagini whole-body per la ricerca di metastasi a distanza. Al contempo però bisogna conoscere le fisiologiche sedi di captazione del radiofarmaco: fegato, milza, polmoni, ghiandole salivari, muscoli scheletrici, miocardio e nei bambini anche a livello del grasso bruno.
L'utilità dell'indagine non risiede solamente nella sua potenzialità diagnostica, ma anche nella sua capacità di selezionare quei pazienti che potrebbero trarre giovamento da una terapia radiometabolica con 131I-MIBG.

#### Fonti di errore
- Inadeguata sospensione dei farmaci interferenti con il metabolismo delle catecolamine;
- Artefatti da movimento;
- Lesioni di dimensioni inferiori al centimetro (al di sotto del potere risolutivo della metodica);
- Lesioni vicine a sedi di captazione fisiologica (reni e vie urinarie);
- Aumentata captazione fisiologica in caso di iperplasia compensatoria del surrene residuo dopo surrenectomia monolaterale;
- Attività in tiroide per blocco incompleto;
- Neoplasie non MIBG-avide.

#### Scintigrafia miocardica con123I-MIBG
Lo stesso radiofarmaco usato nella diagnostica dei tumori secernenti catecolamine può essere utilizzato anche per visualizzare l'innervazione simpatica cardiaca. Questa può essere compromessa nella cardiomiopatia dilatativa, nella cardiopatia ischemica), nella malattia di Parkinson e nel diabete.

### Terapia radiometabolica con131I-MIBG
Tale terapia è di solito destinata al trattamento di quei pazienti che mostrano lesioni neoplastiche MIBG captanti alla scintigrafia ma che non rispondono più agli altri trattamenti disponibili. Le attività somministrate a scopo terapeutico sono molto più elevate di quelle usate a scopo diagnostico (in genere da 3,7 a 11,1 GBq per singolo trattamento), di conseguenza è assolutamente necessario bloccare l'uptake tiroideo dello iodio con le metodiche descritte nel paragrafo precedente per evitare di danneggiare tale organo. Nel trattamento del neuroblastoma di stadio avanzato il tasso di risposta è variabile dal 35% al 50%, con un'ottima tollerabilità da parte della popolazione pediatrica che lo riceve (tale trattamento è molto più efficace se usato in prima linea, da solo o in combinazione con la chemioterapia). Il trattamento del feocromocitoma e del paraganglioma inoperabili presenta un tasso di risposta vicino al 75%, con associato spesso importante calo dei livelli di catecolamine circolanti e riduzione dei sintomi da queste causati (riduzione del numero di crisi ipertensive). Nel trattare i paragangliomi è importante eseguire uno studio dosimetrico. Nel trattamento del carcinoma midollare della tiroide invece l'efficacia in letteratura risulta piuttosto bassa (questo tumore spesso capta poco l'MIBG, pertanto anche la casistica è limitata). In tale caso l'uso degli analoghi della somatostatina ha dato risultati migliori.

## Recettori per la somatostatina
La metodica medico-nucleare più vecchia, ma ancora usata nei centri ove non è disponibile la PET con analoghi della somatostatina è l'Octreoscan. 
L'uso di tutti questi traccianti è subordinato alla sospensione del trattamento con analoghi della somatostatina "freddi" da parte del paziente; per evitare che questi saturino i siti di legame sulle cellule neoplastiche portando a falsi negativi nelle procedure diagnostiche e/o ad inefficacia della terapia radiometabolica.

### Octreoscan
L'octreoscan è una tecnica di medicina nucleare utilizzata per la diagnosi delle neoplasie neuroendocrine e nella caratterizzazione recettoriale (espressione dei recettori per la somatostatina, isoforme 2 e 5) anche da parte di alcune neoplasie cerebrali (meningioma, glioblastoma).

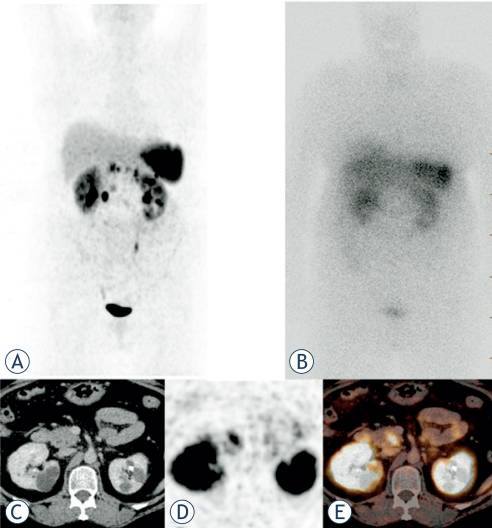
PET con Ga68-DOTATOC (A) a confronto con una scintigrafia con Octreoscan (B) eseguite in un paziente con sindrome neuroendocrina multipla di tipo 1. Solo l'imaging PET è in grado di rilevare le numerose lesioni pancreatiche (C,D,E)

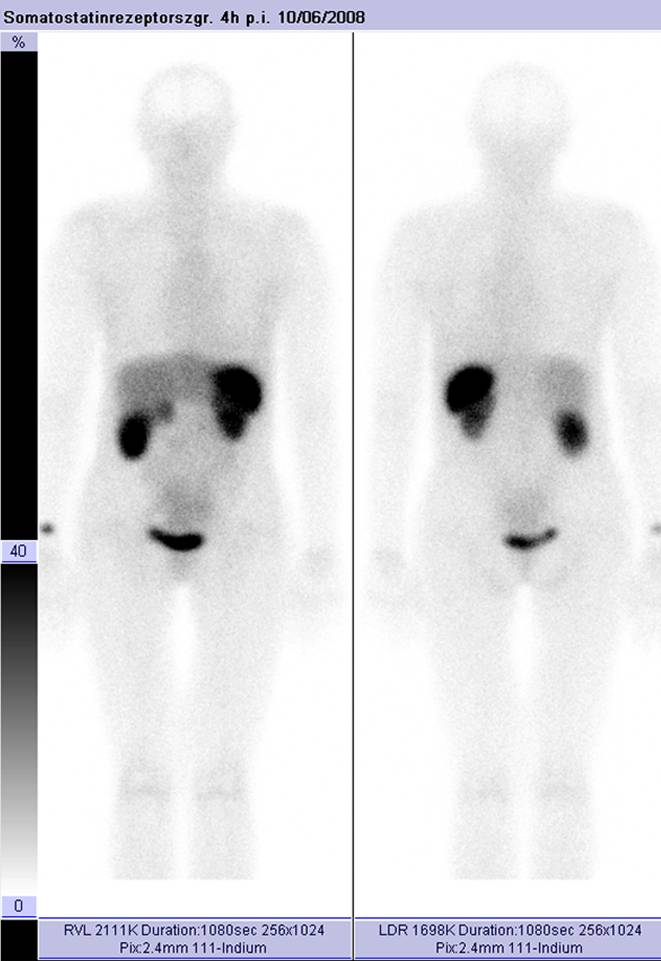
Octreoscan, indagine scintigrafica in proiezione antero-posteriore (a sinistra) e postero-anteriore (a destra). È ben visibile l'uptake del radioligando a livello dei reni, del fegato, della milza e della vescica. Si valuta inoltre un piccolo spot in corrispondenza del polso destro, sede di iniezione del radiofarmaco.

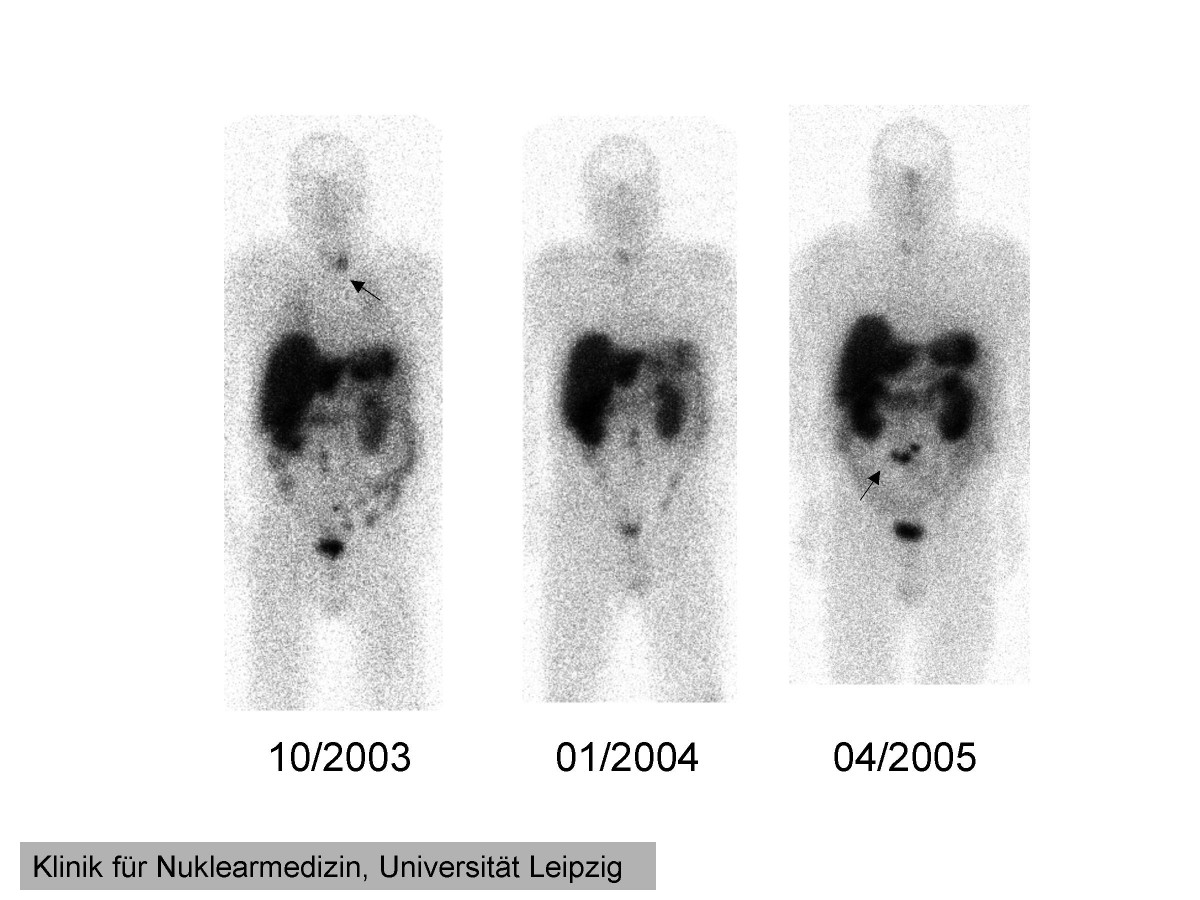
Octreoscan, tre indagini seriate ad un anno di distanza. Si rilevano il fegato e le ombre renali, il contorno colico e la vescica. In tutte e tre le rilevazioni è possibile visualizzare un piccolo nodulo ipercaptante a livello tiroideo; nel 2005 è invece visibile un'area di ipercaptazione a livello mesenterico corrispondente a tumore neuroendocrino secernente glucocorticoidi.

#### Descrizione della metodica
L'esame viene impostato iniettando nel circolo venoso del paziente una dose di 110-120 MBq di 111indio-pentetreotide, un radiofarmaco analogo della somatostatina in grado di legarsi selettivamente ai recettori espressi da molte neoplasie neuroendocrine. La valutazione scintigrafica avviene dopo 4 e 24 ore con metodica SPECT. La SPECT può essere completata da un contemporaneo esame TC al fine di valutare l'esatta localizzazione della neoplasia e i rapporti con gli organi vicini. Tale metodica viene perciò definita SPECT-TC. Occorre altresì ricordare che esistono organi in grado di captare fisiologicamente l'111indio-pentetreotide, ponendo problemi di visualizzazione e corretta interpretazione dell'esame scintigrafico. Tra questi i più frequenti sono la Tiroide, il fegato, la milza, i reni e tutto l'apparato urinario, la mammella e l'intestino.

#### Confronto con le metodiche PET
Attualmente l'accuratezza delle metodiche PET che utilizzano radiofarmaci leganti i recettori della somatostatina marcati con gallio-68 (DOTATOC, DOTANOC e DOTATATE) è superiore a quella della scintigrafia con octreoscan. Tali metodiche sono pertanto da preferire ove disponibili come indagini di stadiazione e ristadiazione, oltre che nella caratterizzazione recettoriale delle neoplasie neuroendocrine (sia in vista di trattamenti con analoghi "freddi", cioè non radioattivi, della somatostatina sia radiometabolici con gli stessi farmaci usati per la PET marcati con ittrio-90 o lutezio-177). Storicamente la terapia radiometabolica di queste neoplasie è stata effettuata, previa positività dell'octreoscan, utilizzando dosi ripetute di quest'ultimo (l'indio 111 è un emettitore di elettroni auger).

### PET con traccianti recettoriali
L'uso della PET con fluorodesossiglucosio (FDG) nello studio delle neoplasie neuroendocrine è indicato solo nella valutazione degli istotipi sdifferenziati o nella valutazione della differenziazione delle lesioni secondarie, in quanto le lesioni ben differenziate captano poco o nulla questo tracciante.
Sono attualmente in commercio dei radiofarmaci marcati con Gallio-68 che permettono di eseguire delle indagini PET molto accurate anche nello studio delle forme di malattia differenziate (la perdita di differenziazione che correla con l'uptake di FDG da un lato e con la perdita di uptake di questi traccianti dall'altro è denominata fenomeno flip-flop). Questi traccianti sono sostanze analoghe all'Octreoscan dal punto di vista chimico e differiscono da questo principalmente per il chelante utilizzato per legare a loro i radioisotopi (DOTATOC, DOTANOC E DOTATATE). Tale chelante permette di legare a queste molecole, oltre al gallio, anche isotopi beta-emittenti come l'ittrio 90 o il lutezio 177, che consentono di irradiare selettivamente le lesioni neoplastiche. Questi traccianti sono affini soprattutto all'isoforma 2 del recettore della somatostatina, ma (in modo diverso fra le 3 differenti molecole) anche per le isoforme 3 e 5. Al momento nessuna di queste molecole in clinica sembra essere superiore alle altre. Di solito l'esame viene eseguito iniettando endovena al paziente circa 148 MBq di radiofarmaco ed acquisendo le immagini ad un'ora distanza, in modo non dissimile ad una PET con FDG.

### Terapia radiometabolica con analoghi della somatostatina
Questo trattamento, denominato anche terapia radiorecettoriale o Peptide Receptor Radionuclide Therapy in inglese (PRRT), si basa sull'aumentata espressione da parte delle cellule neoplastiche dei recettori della somatostatina. Tale aspetto di questi tumori deve venir dimostrato mediante la scintigrafia con Octreoscan o le metodiche PET descritte sopra come requisito essenziale prima di procedere al trattamento. Soltanto le lesioni che presentano un uptake del radiofarmaco diagnostico uguale o superiore a quello del fegato presentano infatti una buona risposta. Le neoplasie ad insorgenza nell'apparato digerente di solito esprimono l'isoforma 2 del recettore, mentre quelle che insorgono in tiroide le isoforme 1 e 5.
Di norma il primo approccio a questi tumori è l'escissione chirurgica. Nel trattamento delle forme disseminate sdifferenziate la chemioterapia presenta una limitata efficacia. Le forme differenziate disseminate invece sono di solito trattate mediante analoghi freddi della somatostatina (octreotide, queste sostanze hanno un'emivita molto più lunga della somatostatina nativa) che agiscono come terapia a bersaglio molecolare bloccando la replicazione cellulare (azione che dà il nome a questa molecola) e soprattutto la secrezione ormonale responsabile dei sintomi lamentati dai pazienti. Tuttavia nel tempo queste neoplasie tendono a sdifferenziare, facendo perdere efficacia a questo trattamento.
Rispetto all'Octreoscan i radioligandi attualmente utilizzati in PET ed in terapia (marcati con ittrio-90 e lutezio -177) presentano un chelante per questi radioisotopi (il DOTA) che crea con questi complessi molto più stabili. Tali sostanze una volta iniettate tendono a venir filtrate dal glomerulo renale e a essere riassorbite a livello del tubulo contorto prossimale. Questo meccanismo porta ad un accumulo di queste sostanze a livello del rene; pertanto è questo l'organo che rischia maggiormente di essere irradiato durante questo tipo di trattamenti (a tale livello non dovrebbe mai essere superata la dose di 25 Gray; uno studio dosimetrico pre-terapia è quindi raccomandato). La marcatura con lutezio (radionuclide che emette anche raggi gamma) consente di valutare l'irradiazione renale ed a carico delle metastasi anche durante il trattamento. L'infusione endovena di aminoacidi con carica positiva (di solito 400 mg/Kg di lisina ed arginina in 2 litri di soluzione fisiologica ed entro 4 ore) è inclusa in tutti i protocolli di trattamento radiorecettoriale in quanto riduce molto l'uptake renale di queste molecole (questi aminoacidi competono a livello renale con i trasportatori che riassorbono i radiopeptidi).
Anche i pazienti con esteso interessamento del fegato da parte della malattia devono essere valutati con molta attenzione prima di procedere col trattamento, in quanto l'irradiazione eccessiva di tale organo può causare un'epatite fulminante. L'esteso interessamento del midollo osseo può indurre anche anemia, leucopenia e/o piastrinopenia con lo stesso meccanismo.
Il tasso di risposta al trattamento radiometabolico è pari circa al 30%, ben superiore a quello ottenibile trattando con gli analoghi "freddi" (2-7%). Anche la sopravvivenza è notevolmente incrementata in un grosso studio su 500 pazienti (mediana pari a 46 mesi dall'inizio del trattamento).